# Vulkanen (hejarop)
"Vulkanen" är ett slags hejarop kombinerat med en applåd. Vulkanen uppmärksammades i samband med Islands matcher i Fotbolls-EM 2016. Vulkanen brukar även kallas för Viking Thunder Clap eller enbart Viking Clap.

## Utförande
”Vulkanen” är ett slags hejarop som går ut på att man sträcker armarna i skyn (i V-formation) och långsamt för samman händerna till en handklapp samtidigt som man utropar ett högt och ljudligt ”HUUH”. Handklappen och ljudstöten (HUUH) utförs synkront tillsammans med övriga åskådare i hejarklacken. Det hela utmynnar i en kraftig och effektfull ljudstöt som hörs vida omkring, och som i de flesta fall överröstar motståndarnas hejarklack med besked. Ofta framförs vulkanen i långsam takt, för att sedan successivt öka takten tills man når ett crescendo. Ofta anges takten av en trumslagare som manar på publiken.   I bland utförs vulkanen tillsammans med spelarna för att fira en seger. 

## Ursprung
Vulkanen blev uppmärksammad och fick sitt genombrott under Fotbolls-EM 2016 då de isländska supportrarna hejade fram Island (som gick till kvartsfinal) genom att regelbundet genomföra vulkanen på deras matcher. Därför tillskrivs vulkanen som de isländska supportrarnas speciella hejarop, trots att den funnits tidigare.
Det var när det isländska laget FC Stjarnan som säsongen 2014/15 var och spelade i Uefa Europa League mot det skotska Premier League-laget Motherwell FC. Då var det de skotska supportrarna som gjorde vulkanen i samband med att de framförde sin kampsång Since I was Young.  Sedan var det några isländska supportrar som tog med sig vulkanen hem till Island, där den framfördes (nu utan sång) på FC Stjarnans matcher. Därefter introducerade de vulkanen inför landslagets supporterförening inför kvalet till EM 2016, som började utföra vulkanen på Islands matcher. Där efter fortsatte man att göra vulkanen under EM-slutspelet i Frankrike 2016, där den fick mycket uppmärksamhet. 